# 松川隆治
松川 隆治（まつかわ りゅうじ（たかはる）、1940年 - ）は、日本の郷土史家、かくれキリシタンの末裔。
長崎外海キリシタン研究会代表、外海潜伏キリシタン文化資料館館長。

## 来歴
長崎県西彼黒崎村（現長崎市）生まれ。駒澤大学卒業。長崎県立高校教諭（県立島原工高、国見高、上五島高、長崎明誠高の教諭を歴任）。先祖は、かくれキリシタン。祖父は帳方（ちょうかた: 信仰組織の組頭）を務め、母親には幼いころに「オラショ」(潜伏キリシタンの祈り）を習う。
長崎巡礼センター在籍外海潜伏キリシタン調査に従事。長崎外海キリシタン研究会代表。外海潜伏キリシタン文化資料館館長（2017年3月19日に開館）。外海地区連合自治会会長、外海ボランティアガイド協会会長、外海文化愛好会会長
。外海地区のボランティアガイドは自身もガイド活動をおこなっている。
枯松（かれまつ）神社総代、枯松神社保存会会長。日本に三社しかないキリシタン神社のひとつ枯松神社（長崎市下黒崎町）の保存と管理を行う。

## 著書
- 『外海町のカクレキリシタン : 第2回研究発表会 資料 平成16年度』長崎県地方史研究会、2004年[11]

### 共著
- 『郷土史を学ぼう会 : 資料集 平成22年度』島原市教育文化振興事業団島原図書館、2011年
- 『天地始まりの聖地 : 長崎外海の潜伏・かくれキリシタンの世界』（大石一久・小林義孝との共著、長崎・外海キリシタン研究会（編）)批評社、2018年